# Where Love Has Gone
Where Love Has Gone is een Amerikaanse dramafilm uit 1964 onder regie van Edward Dmytryk. Het scenario is gebaseerd op de gelijknamige roman uit 1962 van de Amerikaanse auteur Harold Robbins. De film werd destijds in Nederland uitgebracht onder de titel Waar liefde schande wordt.

## Verhaal
De ouders van Danielle zijn gescheiden. Ze wordt woedend, als haar moeder een nieuwe vriend mee naar huis brengt. Wanneer de vriend van haar moeder vervolgens dood wordt aangetroffen, is Danielle meteen de hoofdverdachte in een moordzaak.

## Rolverdeling
| Acteur            | Personage               |
| ----------------- | ----------------------- |
| Susan Hayward     | Valerie Hayden Miller   |
| Bette Davis       | Mevrouw Hayden          |
| Mike Connors      | Majoor Luke Miller      |
| Joey Heatherton   | Danielle Valerie Miller |
| Jane Greer        | Marian Spicer           |
| DeForest Kelley   | Sam Corwin              |
| George Macready   | Gordon Harris           |
| Anne Seymour      | Dr. Sally Jennings      |
| Willis Bouchey    | Rechter Murphy          |
| Walter Reed       | George Babson           |
| Ann Doran         | Mevrouw Geraghty        |
| Bartlett Robinson | John Coleman            |
| Whit Bissell      | Professor Bell          |
| Anthony Caruso    | Rafael                  |